# Richard Nuszkowski
Richard Nuszkowski (ur. 1903, zm. ?) – zbrodniarz hitlerowski, członek załogi niemieckiego obozu koncentracyjnego Mauthausen-Gusen i SS-Unterscharführer.
Członek NSDAP od 1941 i Waffen-SS od 25 maja 1941. W styczniu 1943 przydzielono go do służby w Gusen, podobozie KL Mauthausen. Był tam strażnikiem i dowódcą oddziału wartowniczego do przełomu marca i kwietnia 1945.
W procesie załogi Mauthausen-Gusen (US vs. Hans Giovanazzi i inni) skazany został na 10 lat pozbawienia wolności. W wyniku rewizji karę zamieniono na 3 lata pozbawienia wolności.